# Victor Fontaine
Pour les articles homonymes, voir Fontaine.
Victor Fontaine, né le 9 juin 1837 à Cuesmes, province de Hainaut, et mort à Ixelles le 12 avril 1884, est un peintre et aquarelliste belge.
Son champ pictural couvre essentiellement les portraits, les scènes de genre et les natures mortes. En 1875, il est l'un des fondateurs de La Chrysalide, association bruxelloise d'artistes progressistes.

## Biographie

### Famille
Victor (Victor Adolphe Antoine Joseph) Fontaine, né le 9 juin 1837 à Cuesmes, est le fils d'Adolphe Joseph Fontaine (1811-1853), médecin, et de Marie Pauline Antoinette Joseph Wery (1809-1895), mariés à Mons le 5 avril 1836.
Victor Fontaine épouse à Ixelles le 3 décembre 1879 Marie Elisabeth Lurton (née à Ixelles le 30 mai 1843). Lors de leur mariage, le couple reconnaît deux filles : Jeanne (1868-1902) qui deviendra l'épouse d'André Tardieu et Marie Victorine (1875).

### Formation
Victor Fontaine étudie à l'atelier Saint-Luc rue aux Laines à Bruxelles, puis, de 1857 à 1858, à l'Académie royale des beaux-arts de Bruxelles. Il devient ensuite l'un des élèves de Jean-François Portaels. Ses premiers tableaux sont des peintures mythologiques et religieuses. Au Salon de Bruxelles de 1863, il expose Saint Paul prêchant.

### Carrière
Établi à Ixelles, Victor Fontaine participe régulièrement aux Salons triennaux belges. En 1866, il réalise L'Étoile du mineur, sujet allégorique ornant l'église du village d'Hornu. Décrit comme un homme franc, primesautier, sa bonté cordiale lui attire de nombreuses sympathies dans les milieux artistiques,. Ses débuts sont difficiles car, à Bruxelles, on brade pour 100 francs des portraits de bourgeois sanglés de gilets de satin et d'enfants dont les mères demandent de retoucher les traits. Victor Fontaine travaille dans un petit atelier aux confins de la banlieue, où se réunit souvent une bande de joyeux drilles hirsutes et barbus.
Vers 1873, il fréquente brièvement la Colonie d'Anseremme, mouvement informel d'artistes belges, établie depuis peu en bord de Meuse. Victor Fontaine y côtoie, notamment, Félicien Rops, Jean-François Taelemans, Périclès Pantazis, et Maurice Hagemans. Victor Fontaine est, en 1875, l'un des fondateurs de La Chrysalide, association bruxelloise d'artistes progressistes.
En mai 1880, à l'issue de l'exposition du Cercle artistique de Bruxelles, le roi Léopold II acquiert un Portrait de jeune fille de Victor Fontaine. Lors de la dernière exposition du cercle artistique La Chrysalide, en mai 1881, Victor Fontaine envoie un tableau de fantaisie.
Le 12 avril 1884, en raison de la scarlatine, Victor Fontaine meurt, à l'âge de 46 ans, rue Prince royal no 61 à Ixelles. Deux jours plus tard, ses funérailles ont lieu à l'Église Saint-Boniface d'Ixelles, en présence de quelque 200 personnes, dont beaucoup d'artistes, tels que Constantin Meunier, Cesare Dell'Acqua et Jan Verhas,… Il est inhumé au cimetière d'Ixelles ,.
En mai 1884, afin de venir en aide à la veuve et aux deux filles du défunt, les amis du défunt artistes, créent du « Comité Fontaine », sous la présidence de Léopold Speekaert. En août suivant, le Comité organise une « tombola Fontaine » au Cercle artistique de Bruxelles, consistant en une exposition d'œuvres d'artistes belges (dont Alfred Cluysenaar, Louis Artan de Saint-Martin et Georgette Meunier) et français (dont Henri Harpignies, Michel-Eudes de L'Hay et Édouard Frederic Wilhelm Richter).

## Œuvre

### Caractéristiques
Son champ pictural couvre essentiellement les portraits, les scènes de genre et les natures mortes, ornées de fleurs et de fruits. S'il ne réussit pas à réaliser quelque œuvre d'éclat, en raison de sa modestie, il prise avant tout la vérité de la nature dans ses créations. Il recherche intensément les propriétés de certaines couleurs, dont il attend des transparences nouvelles. Les nécessités de la vie le contraignent souvent à se dépenser dans des travaux en dessous de ses capacités. À la fin de sa carrière, il se consacre surtout au décor et au portrait, sources de gains plus assurés.

### Galerie

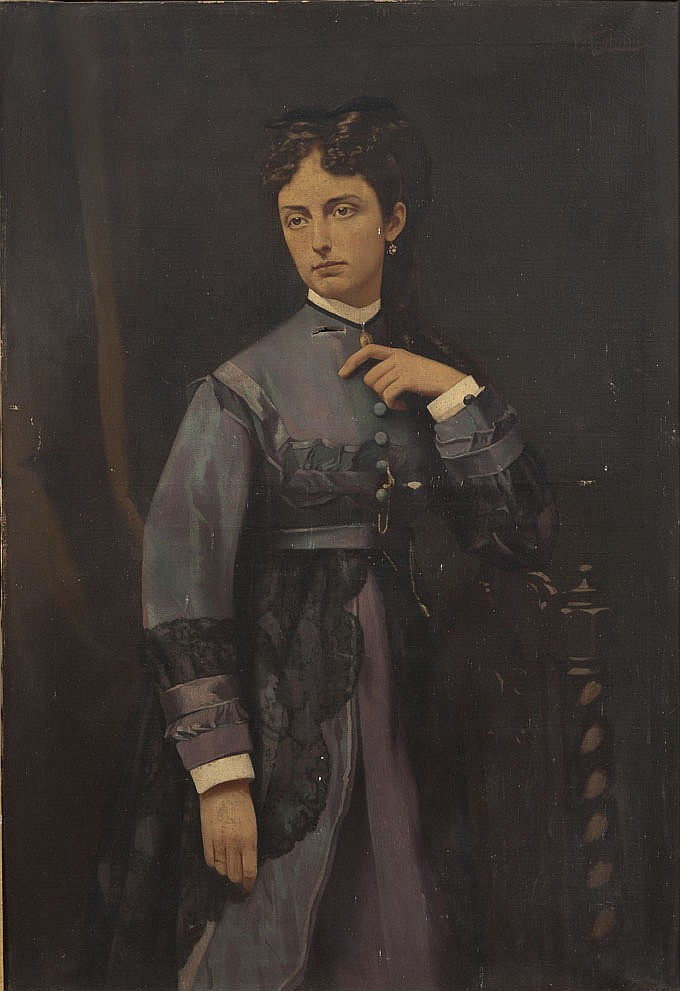
Portrait.
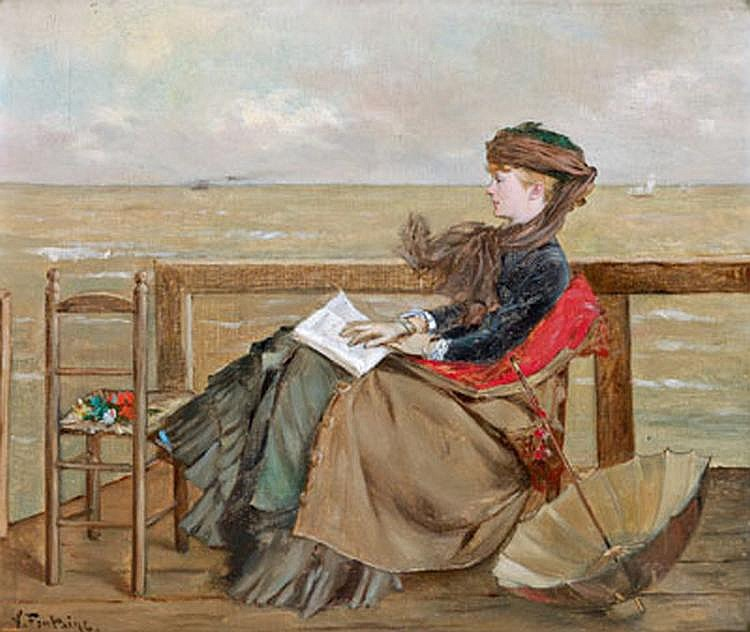
Dame sur un ponton avec vue sur mer.
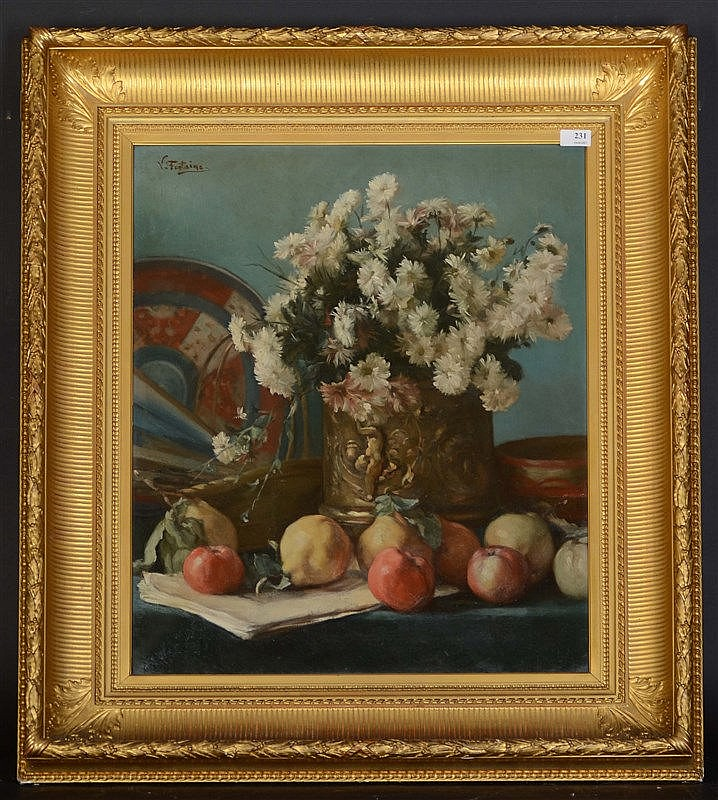
Nature morte aux fleurs et aux fruits.
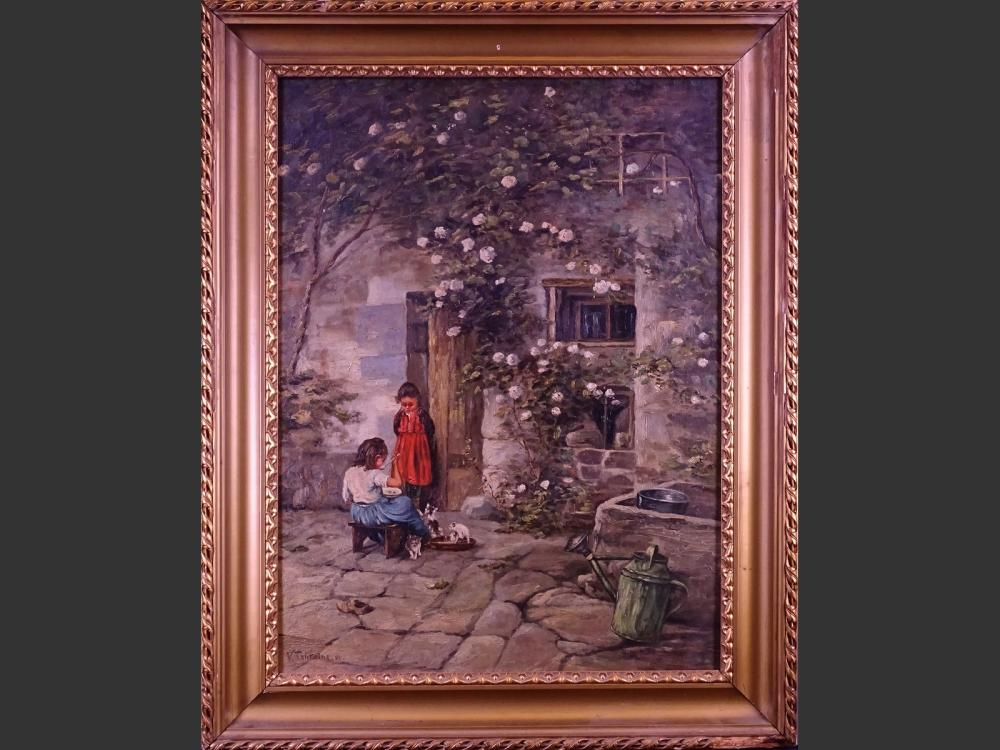
Enfants dans le jardin (1881).

### Expositions triennales
- Exposition triennale des beaux-arts de Mons de 1861 : Tête de fantaisie[13].
- Salon de Bruxelles de 1863 : Saint Paul prêchant[4].
- Salon de Bruxelles de 1866 : L'Étoile du mineur, allégorie et Portrait[14].
- Salon d'Anvers de 1867 : Portrait de M. G., membre de l'Académie de médecine[15].
- Exposition triennale des beaux-arts de Mons de 1868 : Trois portraits de la jeune Transtévérine[13].
- Salon de Gand (XXVIIe) de 1868 : Portrait de M. G., membre de l'Académie de médecine[16].
- Salon d'Anvers de 1870 : Portrait[17].
- Salon de Bruxelles de 1872 : Juin et Lassitude[18].
- Salon de Gand de 1874 (XXIXe) : L'Heure de la promenade[19].
- Salon de Bruxelles de 1875 : Promenade matinale et À la campagne[20].
- Salon de Gand (XXXe) de 1877 : Pensive et Histoire du Petit chaperon rouge[21].
- Salon de Bruxelles de 1881 : En juin[22].
- Exposition triennale des beaux-arts de Mons de 1882 : Portrait d'une dame[13].
- Salon de Gand de 1883 (XXXIIe) : Portrait de M.F. et Portrait de M. de S.[23].